# Коэч, Пол Кипсили
Пол Кипсили Коэч — кенийский легкоатлет, который специализируется в беге на 3000 метров с препятствиями. Бронзовый призёр Олимпийских игр 2004 года на дистанции 3000 метров с препятствиями. В настоящее время является одним из сильнейших стипльчезистов мира.
Родился в деревне Чеплангет, недалеко от города Сотик, провинция Рифт-Валли, Кения. Самый младший из восьми сыновей в семье. Окончил среднюю школу в 1999 году. Международную карьеру начал в 2001 году. На соревнованиях PSD Bank Meeting 2013 года занял 4-е место в беге на 3000 метров с результатом 7.46,09. Серебряный призёр Shanghai Golden Grand Prix 2013 года с результатом 8.02,63.
Занял 4-е место на чемпионате мира 2013 года в Москве.

## Сезон 2014 года
9 февраля занял 2-е место на Indoor Flanders Meeting, а 15 февраля занял 5-е место на дистанции 3000 метров на British Athletics Grand Prix. 9 мая занял 3-е место на Qatar Athletic Super Grand Prix — 8.05,47. 21 мая стал победителем World Challenge Beijing с рекордом соревнований — 8.06,04.

## Достижения
| Год  | Соревнования                      | Город              | Результат |
| ---- | --------------------------------- | ------------------ | --------- |
| 2003 | Всеафриканские игры               | Абуджа             | 2-е       |
| 2003 | Всемирный легкоатлетический финал | Монако             | 2-е       |
| 2004 | Олимпийские игры                  | Афины              | 3-е       |
| 2004 | Всемирный легкоатлетический финал | Монако             | 3-е       |
| 2005 | Чемпионат мира                    | Хельсинки          | 7-е       |
| 2005 | Всемирный легкоатлетический финал | Монако             | 1-е       |
| 2006 | Чемпионат Африки                  | Бамбус             | 1-е       |
| 2006 | Всемирный легкоатлетический финал | Штутгарт           | 1-е       |
| 2007 | Всемирный легкоатлетический финал | Штутгарт           | 1-е       |
| 2008 | Чемпионат мира в помещении        | Валенсия           | 2-е       |
| 2008 | Всемирный легкоатлетический финал | Штутгарт           | 1-е       |
| 2009 | Чемпионат мира                    | Берлин             | 4-е       |
| 2009 | Всемирный легкоатлетический финал | Штутгарт           | 2-е       |
| 2010 | Бриллиантовая лига                | Бриллиантовая лига | 1-е       |
| 2011 | Бриллиантовая лига                | Бриллиантовая лига | 1-е       |
| 2012 | Бриллиантовая лига                | Бриллиантовая лига | 1-е       |